# 漆原朝子
漆原朝子（うるしはら あさこ、1966年9月5日 - ）は、千葉県出身のヴァイオリニスト、東京芸術大学教授。同じくヴァイオリニストの漆原啓子は実姉。

## 経歴

### 高校時代まで
4歳でヴァイオリンを始め、鷲見三郎に師事した。1977年、相模原市立相模台小学校5年生の時、全日本学生音楽コンクール東京大会小学生の部で第3位を受賞した。この年の東京大会第1位は同じ5年生の渡辺玲子、全国大会第1位はやはり同じ5年生の竹澤恭子だった。1979年、習志野市立第一中学校1年生の時、同コンクール中学生の部で東京大会、全国大会ともに第1位を受賞。1982年、東京芸術大学音楽学部附属音楽高等学校に進学し、第51回日本音楽コンクールに出場して第2位を受賞した（第1位は竹澤恭子）。1983年、高校2年生の時、第2回日本国際音楽コンクールで最年少で第1位を獲得。

## 大学・留学
1985年、東京芸術大学に入学、海野義雄に師事した。1986年、文部省芸術家在外研修員としてジュリアード音楽院に留学し、ドロシー・ディレイに師事。1987年、第4回アリオン賞を受賞。1988年9月、NHK交響楽団定期演奏会でデビュー。同年10月11日、ニューヨークでリサイタル・デビュー、92Yのカウフマン・コンサートホール（KAUFMANN　CONCERT HALL）でディヴィット・コレヴァー（David Korevaar）のピアノによりタルティーニの「悪魔のトリル」、R.シュトラウスのヴァイオリンソナタ、ラヴェルのヴァイオリンソナタ、細川俊夫、ヴィエニャフスキを弾きニューヨーク・タイムズ紙に高く評価された。1989年、マールボロ音楽祭に出演し、ルドルフ・ゼルキンと共演。1990年5月、ジュリアード音楽院本科を卒業し、モービル音楽賞奨励賞を受賞した。

## 大学卒業後
ソリストとして世界各地のオーケストラと共演。1992年、ウィーンのムジークフェラインでリサイタル・デビューをした後、活動の拠点をヨーロッパに移した。2005年4月、東京芸術大学音楽学部器楽科准教授に就任。2017年4月より教授。

## レコーディング
- チャイコフスキー、メンデルスゾーン：ヴァイオリン協奏曲（1991年6月、NECアヴェニュー、ヴァーノン・ハンドレー指揮ロイヤル・リヴァプール・フィルハーモニー管弦楽団）
- 夢のあとに～フランス近代ヴァイオリン名曲集（1993年4月、カメラータ東京、ピアノ：ゲアハルト・ゲレットシュレッガー）
- バルトーク、ヤナーチェク：ヴァイオリン・ソナタ集（1994年5月、ファンハウス、ピアノ：ゲルハルト・ゲレートシュレーガー）
- アヴェ・マリア（1995年8月、ファンハウス、ピアノ：ベリー・スナイダー）

小品集
- バッハ : 無伴奏ヴァイオリンのためのパルティータ（1996年5月、ファンハウス）
- 20世紀ヴァイオリン作品集（1998年6月、フォンテック、ピアノ：韓伽耶）
- ハンガリー・ヴァイオリン音楽の20世紀（2001年11月、フォンテック、ピアノ：ベリー・スナイダー）
- シューマン：ヴァイオリン・ソナタ集（2003年6月、フォンテック、ピアノ：ベリー・スナイダー）
  - ヴァイオリンソナタ第1番 イ短調
  - ヴァイオリンソナタ第2番 ニ短調
  - ヴァイオリンソナタ第3番 イ短調他
- ブラームス：ヴァイオリン・ソナタ集（2005年6月、フォンテック、ピアノ：ベリー・スナイダー）
- シューベルト：ヴァイオリン作品集（2010年11月、フォンテック、ピアノ：ベリー・スナイダー）
  - ヴァイオリンとピアノのためのソナチネ 1番 - 3番
  - ヴァイオリン・ソナタ イ長調
  - 幻想曲 ハ長調
  - 華麗なロンド ロ短調
  - ヴァイオリンと弦楽のためのロンド イ長調（ロータス・カルテット）